# Olympische Winterspiele 1952/Teilnehmer (Libanon)
| Gelbes Symbol für Goldmedaillen mit stilisierten Olympischen Ringen | Graues Symbol für Silbermedaillen mit stilisierten Olympischen Ringen | Braundes Symbol für Bronzemedaillen mit stilisierten Olympischen Ringen |
| ------------------------------------------------------------------- | --------------------------------------------------------------------- | ----------------------------------------------------------------------- |
| —                                                                   | —                                                                     | —                                                                       |

Der Libanon nahm bei den VI. Olympischen Winterspielen 1952 in der norwegischen Hauptstadt Oslo mit einem männlichen Athleten teil.
Nach 1948 war es die zweite Teilnahme des Libanons bei Olympischen Winterspielen.

## Teilnehmer nach Sportarten

### Ski Alpin
- Ibrahim Geagea
  - Abfahrt: 3:20,2 min (→ 57.)
  - Riesenslalom: 3:52,8 min (→ 82.)
  - Slalom: ausgeschieden im 1. Lauf